# Onderbanken
Onderbanken – dawna gmina w Holandii, w prowincji Limburgia. 1 stycznia 2019 wraz z gminami Schinnen i Nuth utworzyła nową gminę Beekdaelen.

## Miejscowości
Bingelrade, Douvergenhout, Etzenrade, Jabeek, Merkelbeek, Op den Hering, Quabeek, Raath, Schinveld, Viel

## Topografia
Topograficzna mapa gminy Onderbanken , Lipiec 2015.